# Rehambal
Rehambal là một thị trấn thống kê (census town) của quận Udhampur thuộc bang Jammu và Kashmir, Ấn Độ.

## Nhân khẩu
Theo điều tra dân số năm 2001 của Ấn Độ, Rehambal có dân số 6990 người. Phái nam chiếm 52% tổng số dân và phái nữ chiếm 48%. Rehambal có tỷ lệ 67% biết đọc biết viết, cao hơn tỷ lệ trung bình toàn quốc là 59,5%: tỷ lệ cho phái nam là 70%, và tỷ lệ cho phái nữ là 65%. Tại Rehambal, 13% dân số nhỏ hơn 6 tuổi.